# مزرعه طرح کاد شماره ۱
مزرعه طرح کاد شماره ۱ یک منطقهٔ مسکونی در ایران است که در دهستان احمدآباد (فیروزآباد) واقع شده‌است.